# گواناباکوئا
گواناباکوئا (به اسپانیایی: Guanabacoa) یک شهرستان‌ در کوبا است که در هاوانا واقع شده‌است. گواناباکوئا ۱۲۷ کیلومتر مربع مساحت و ۱۱۲٬۹۶۴ نفر جمعیت دارد.